# Akasaka Sacas
Akasaka Sacas (赤坂サカス?, Akasaka sakasu) o Akasaka 5-chome TBS Development Project è un complesso di edifici multifunzionale situato nel quartiere Akasaka di Minato, Tokyo, in Giappone. L'area consiste principalmente di cinque grandi edifici: la sede dell'emittente televisiva TBS, la Biz Tower (edificio per uffici/commerciale), The Residence (edificio residenziale) e due arene per spettacoli, BLITZ Theater e ACT Theater. L'area fu progettata dalla Mitsui Fudōsan su commissione della TBS e venne inaugurata nel 2008.

## Storia
Il punto focale dell'area è la sede dell'emittente televisiva giapponese TBS: dopo il successo della Fuji Television con Odaiba, della Nippon Television con Shiodome e della TV Asahi con Roppongi Hills, anche la TBS decise di implementare il proprio quartier generale in un'area a grande sviluppo urbano.
Il progetto, completato nel marzo 2008, venne affidato alla Mitsui Fudōsan, che successivamente delegò la gestione della Biz Tower e del The Residence alla TBS.
Il nome Akasaka Sacas deriva sia dalla parola giapponese sakasu (咲かす?) che significa "in fiore", riferendosi ai numerosi ciliegi presenti nell'area ma anche al concetto della nascita di un nuovo tipo di cultura nel quartiere di Akasaka, sia dalla parola saka (坂?) che significa collina, in quanto il quartiere è situato su una serie di numerose colline; inoltre il nome, se letto da destra verso sinistra, risulta essere "saca, saka, saka".

## Strutture principali

### TBS Broadcasting Center
L'edificio che ospita la sede della TBS fu completato tra il 1994 e il 1995. È alto 95 m e possiede 20 piani, più due sotterranei. Al suo interno vi sono le sedi della Tokyo Broadcasting System Holdings, della Tokyo Broadcasting System Television, della TBS Radio & Communications, della BS-TBS e della C-TBS.

### Akasaka Biz Tower
L'Akasaka Biz Tower (赤坂Bizタワー?) è un grattacielo alto 179 m che ospita al suo interno uffici (dal 4º piano al 38º) e strutture commerciali come ristoranti e negozi (dal 1º piano al 3º) che offrono tale servizio agli impiegati, ai residenti dell'area o ai turisti. L'edificio ha un aspetto semi-trasparente per via dell'uso del vetro come materiale per le facciate. Un'altra caratteristica particolare è la presenza di persiane in ceramica lungo tutto il lato meridionale.

### Akasaka The Residence
Akasaka The Residence è un grattacielo a uso residenziale di 21 piani al cui interno sono disponibili 133 appartamenti. Gli interni dell'edificio sono stati disegnati dagli architetti Kanji Ueki, Fumi Kimura e Masuo Fujiwara.

### Akasaka ACT Theater e Akasaka Blitz Theater
I due teatri, già preesistenti, vennero ristrutturati nell'ambito del progetto e ospitano vari spettacoli che vanno dai musical al teatro kabuki. I tetti delle strutture, dalla forma molto particolare, sono ispirati all'arte dell'origami. I vari spettacoli attraggono numerosi turisti fin dall'inaugurazione dell'area nel 2008. Al 2011 Akasaka Sacas, compresi i due teatri, ha ospitato un totale di 23 milioni di persone.

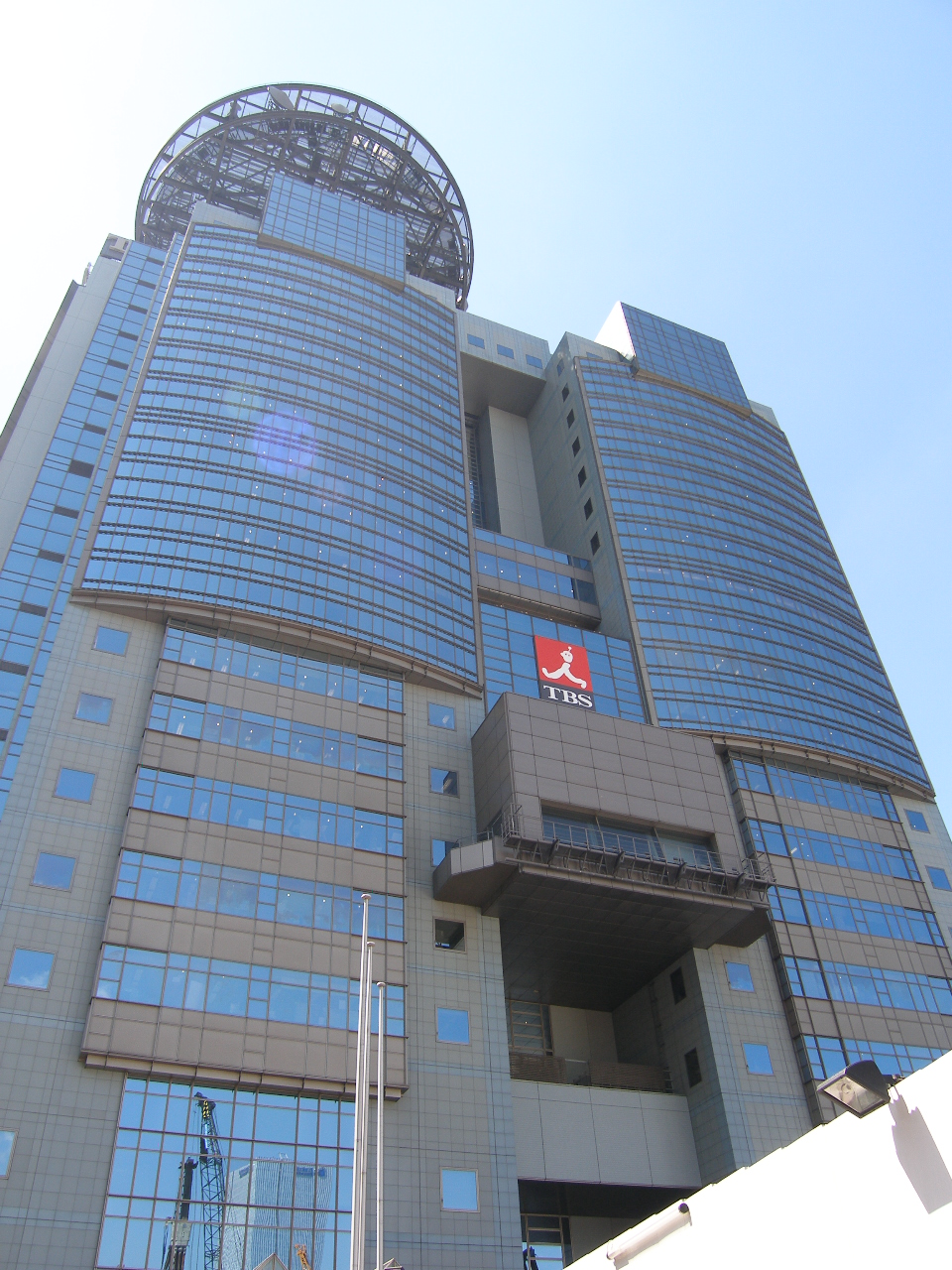
TBS Broadcasting Center
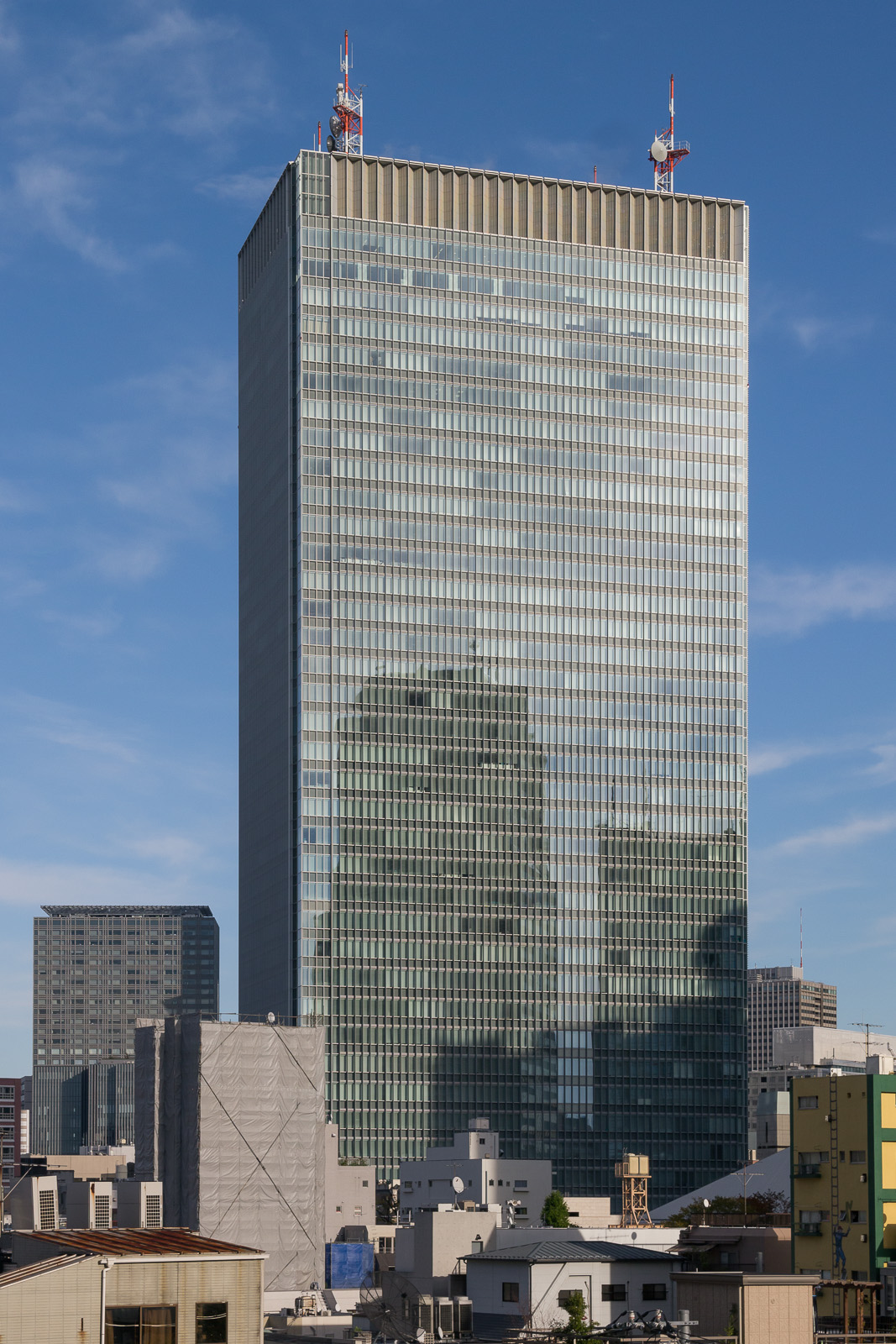
Biz Tower
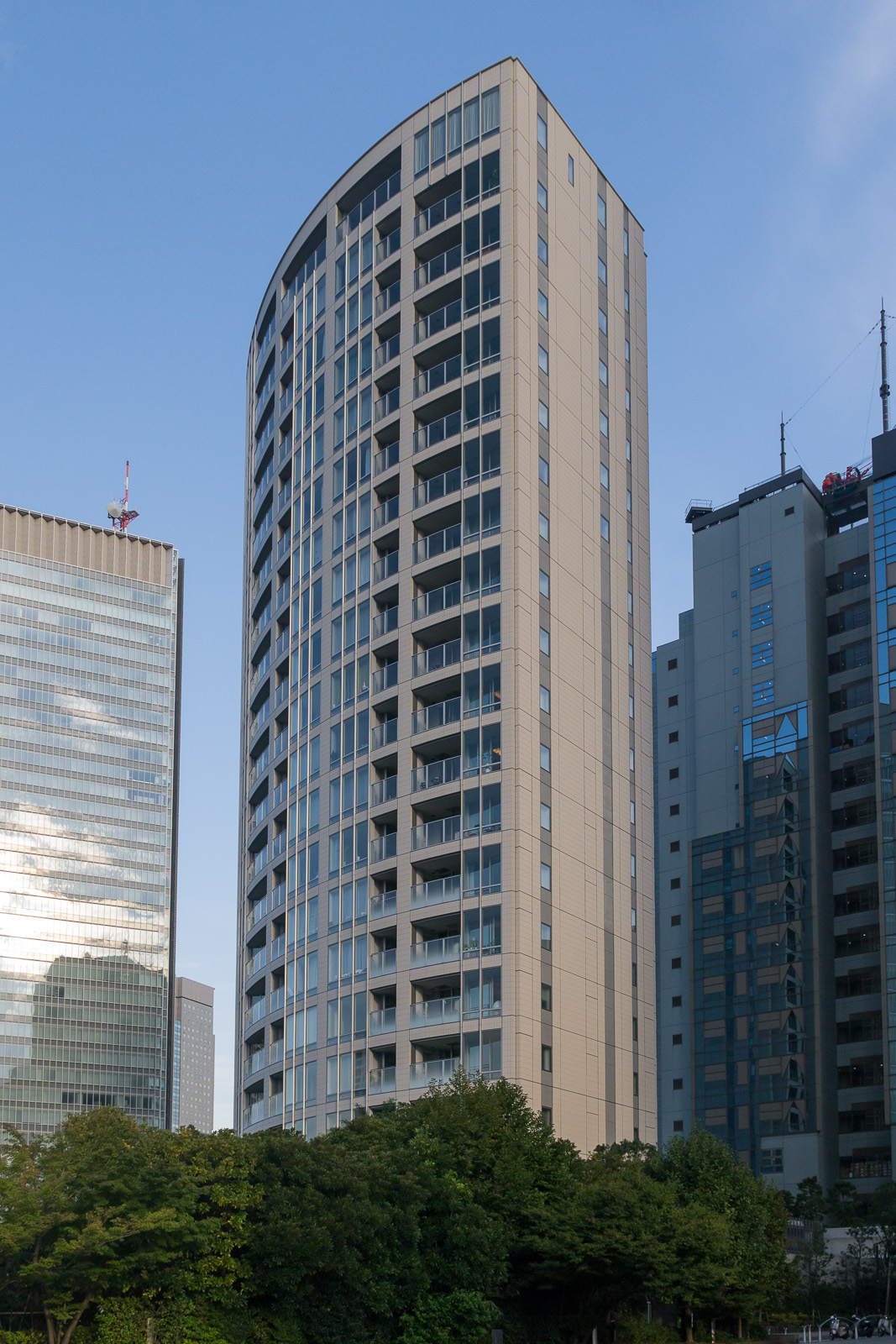
The Residence
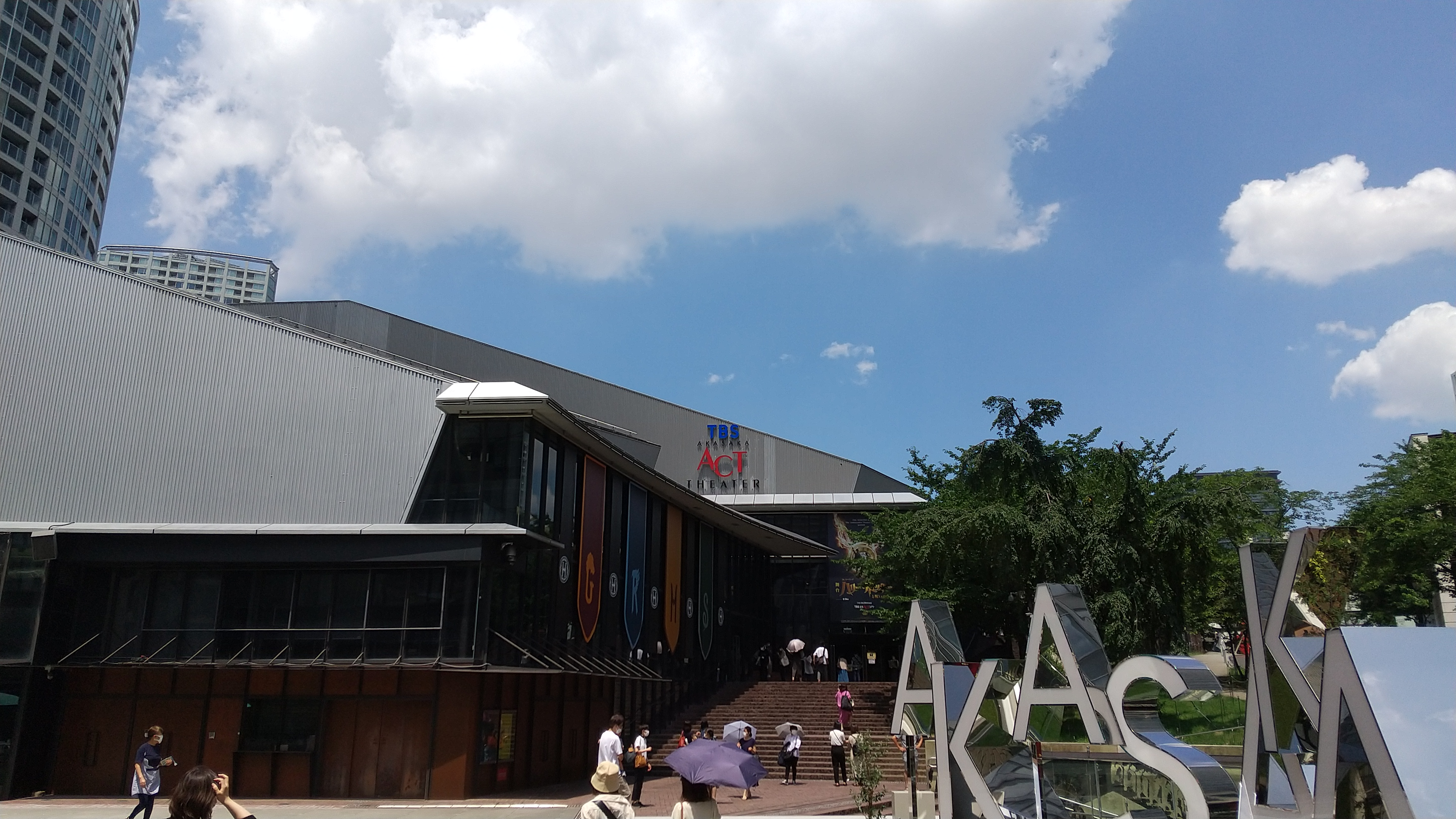
TBS Akasaka ACT Theater
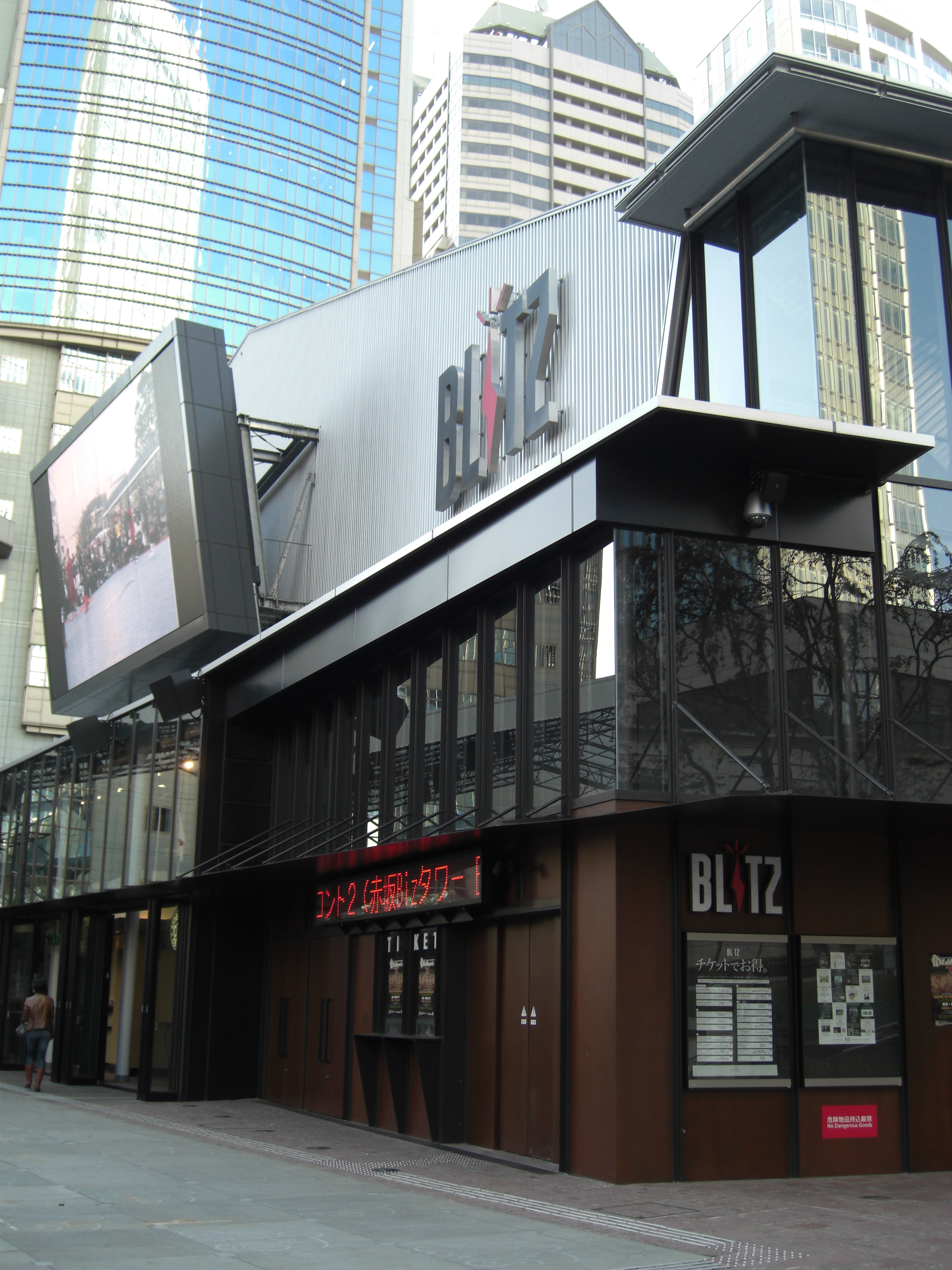
Blitz Theater